# بوابة بلدور 3
بوابة بلدور 3 (بالإنجليزية: Baldur's Gate III)‏ هي لعبة فيديو تقمص الأدوار من تطوير ونشر شركة لاريان ستوديوز.من المقرر إصدار اللعبة في 2022.
وفي ديسمبر  2023 فازت لعبة "بولدرز جايت 3"، Baldur's Gate 3، المستوحاة من عالم "دانجنز آند دراجونز"، (Dungeons and Dragons)، بجائزة أفضل لعبة فيديو لعام 2023، خلال احتفال توزيع جوائز أقيم في لوس أنجلوس.